# 吉永酒造
吉永酒造有限会社（よしながしゅぞう）は、鹿児島県指宿市に本社を置く酒類醸造会社である。

## 沿革
- 1905年（明治38年） - 現在地にて創業
- 1953年（昭和28年10月1日） - 法人化（吉永酒造有限会社設立）

## 主要銘柄
- 「利八（りはち）」
- 「利八黒」
- 「利八ジョイホワイト」